# Homoneura dilecta
Homoneura dilecta är en tvåvingeart som beskrevs av Merz 2003. Homoneura dilecta ingår i släktet Homoneura och familjen lövflugor. Arten är reproducerande i Sverige. Inga underarter finns listade i Catalogue of Life.